# 中興號 (阿里山林鐵)
中興號是阿里山林業鐵路車種之一，1963年營運至今，原為對號無冷氣特快車，今為非對號冷氣平快車。車型有DPC動力車與DTC拖車組成的柴聯車組，由機車牽引DTC拖車構成的一般列車。最新則為連控機車與APC拖車組成的列車，民國99年（2010年）12月25日起每周末定期開行嘉義－竹崎間的班次二往復。其中部分柴聯車曾經借給林務局羅東林區管理處使用，是為「中華號」。

## 出現緣起
民國42年（1953年）和44（1955年）年，林務局先後從日本引進新三菱重工（今三菱重工）進口兩代黑色的柴油機車，由於狀況不理想，產業運輸仍維持以蒸氣火車為主力，可是林務局一直想要進行新的柴油化計劃。自從民國48年（1959年）的八七水災、林務局完成復建工程後作通盤檢討，由於阿里山的林木減少，經濟效益有限，故計劃停止伐木，轉型觀光鐵道。因此，林務局除致力改善沿線橋樑和隧道外，也希望引進新式柴油車輛，縮短行車時間，以利觀光發展。

## 車廂資料

### DPC動力車(對號)
車體配置
全線72公里長, 海拔超過2300公尺, 山區坡度相當大, 使這些車輛馬力重量比設定為72kg/hp
並透過扭力轉換器取得而外的制動. 

駕駛側有大窗,提供了廣闊的視野, 非駕駛側設置9排單人座椅,

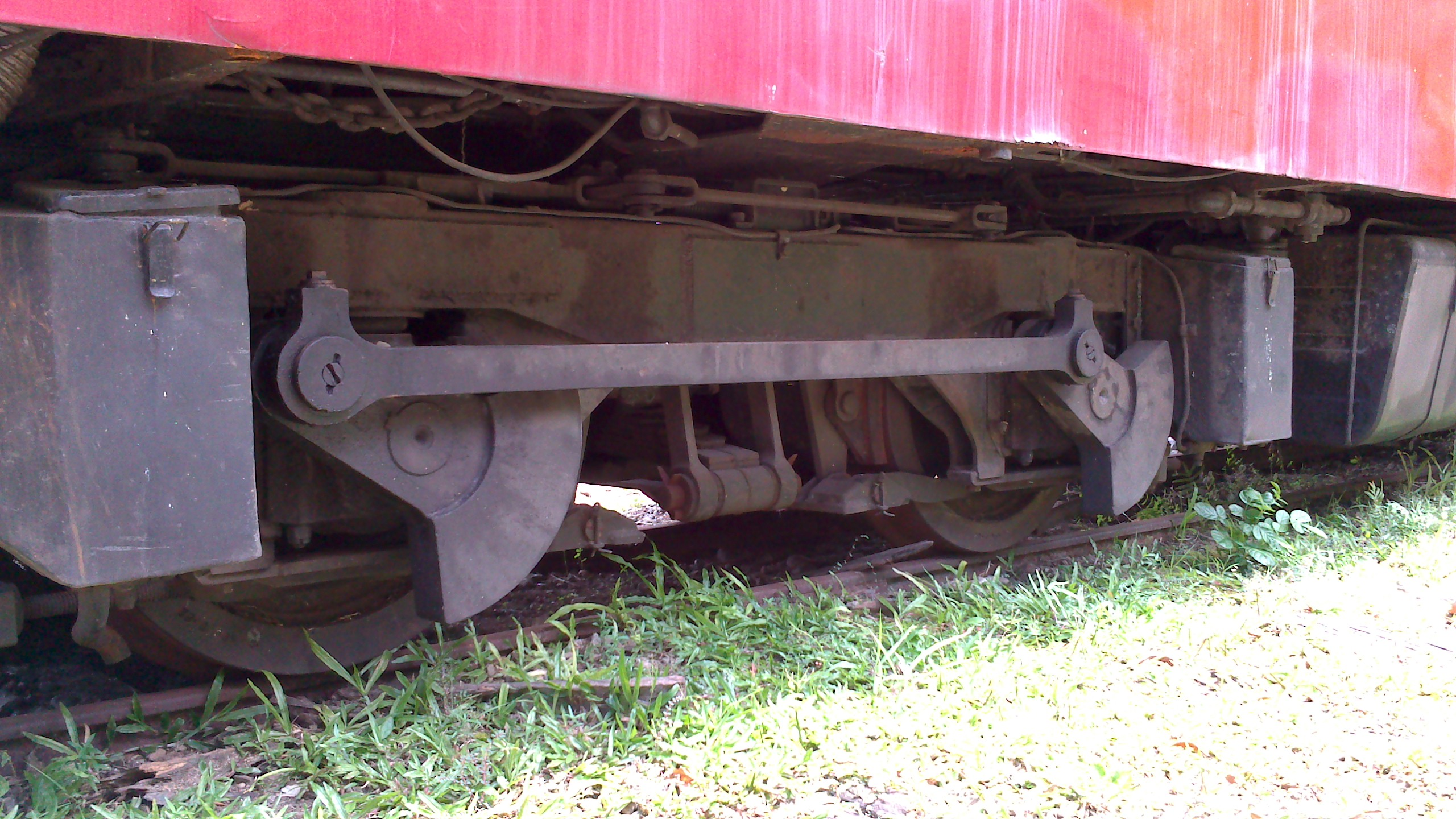
動力轉向架 鋼板彈簧懸吊

另一側設置7排雙人座椅,皆為掀背式座椅,一旁設有70公分寬側窗,列車尾端為貫通式車門,乘客可以通過進入後方車廂.
約60公里長的路線使用每公尺20公斤重的鋼軌, 剩餘的路段則使用每公尺15公斤重鋼軌. 
車體最大重量為18噸, 最大軸重須限制在4公噸 .
駕駛座後方為通道處, 車門採手動側滑門, 盥洗室位於列車後端, 為洋式設備
供水來自置頂鍍鋅水箱, 容量為200加侖(原文單位標明gal目測200公升較為接近), 
控制設備室的對面.
10組車內照明為30W, 駕駛頂部燈具為15W, 階梯照明燈為5W
列車頭燈位於車頂上緣為150W,  尾燈為15W

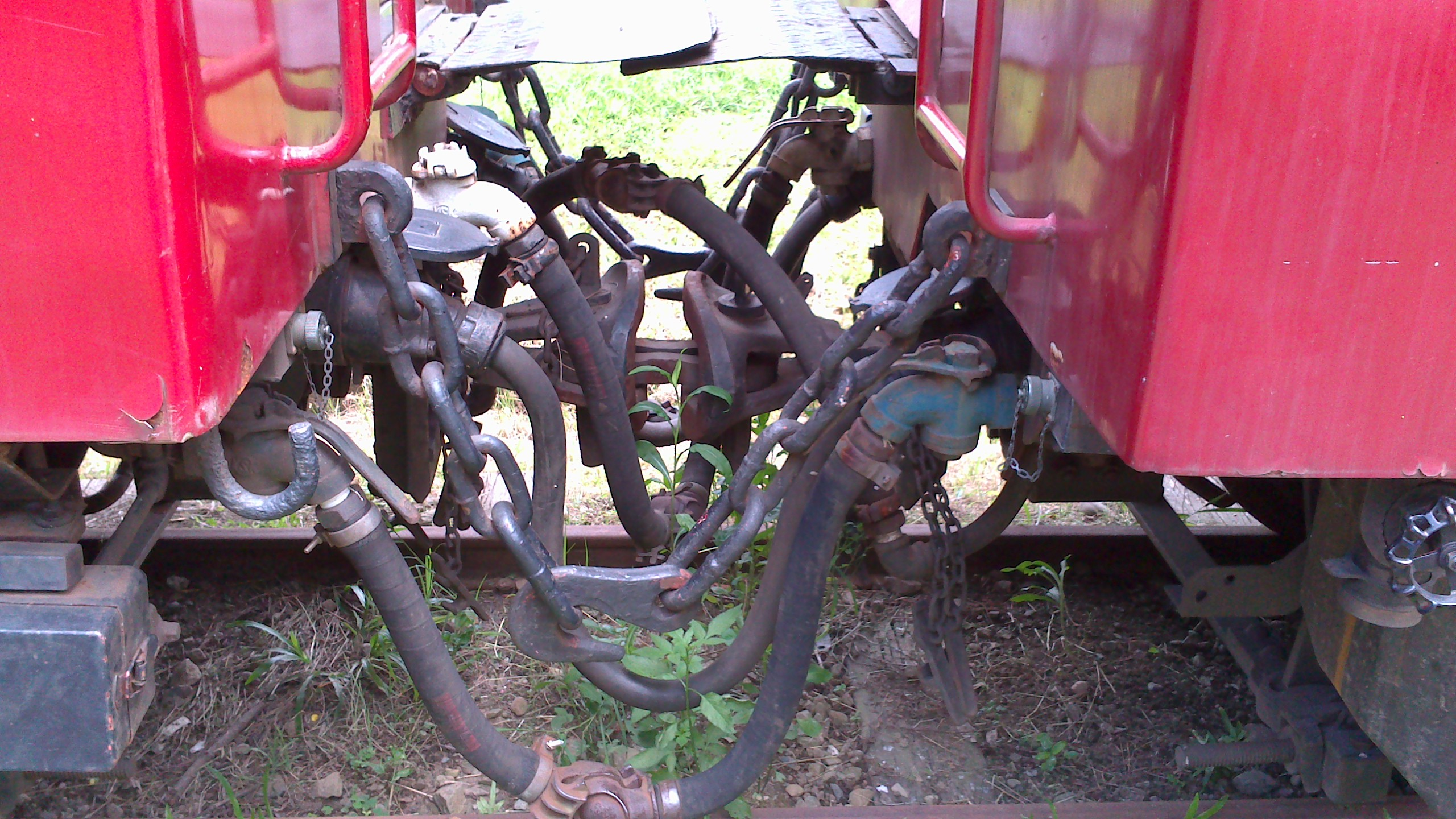
聯接端面

全車為24V 電系 供電來自320AL 引擎連接外部傳動發電機.

編組特色:
這些載具以一單、 雙單位、或四單位的倍數型式運轉, 全盛時期多為3M1T 形式運轉, 兩動力車朝嘉義方向,另一動力車以及拖車朝阿里山方向.
最長出現過五輛編成
嘉義< >阿里山
DPC
DPC+DPC
DPC+DTC+DPC
DPC+DPC+DTC+DPC
DPC+DPC+DPC+DTC+DPC
速度可達每小時50公里, 得以每小時15公里之速度通過半徑30公尺的彎道.
客室可容納25名乘客,滿載的狀態下可再容納17名旅客站立.

轉向架
為滿足牽引需求.每輛都配備了雙動軸轉向架. 前導轉向架為無動力, 因此兩節車的狀態下,兩組動力轉向架位於編組中間.

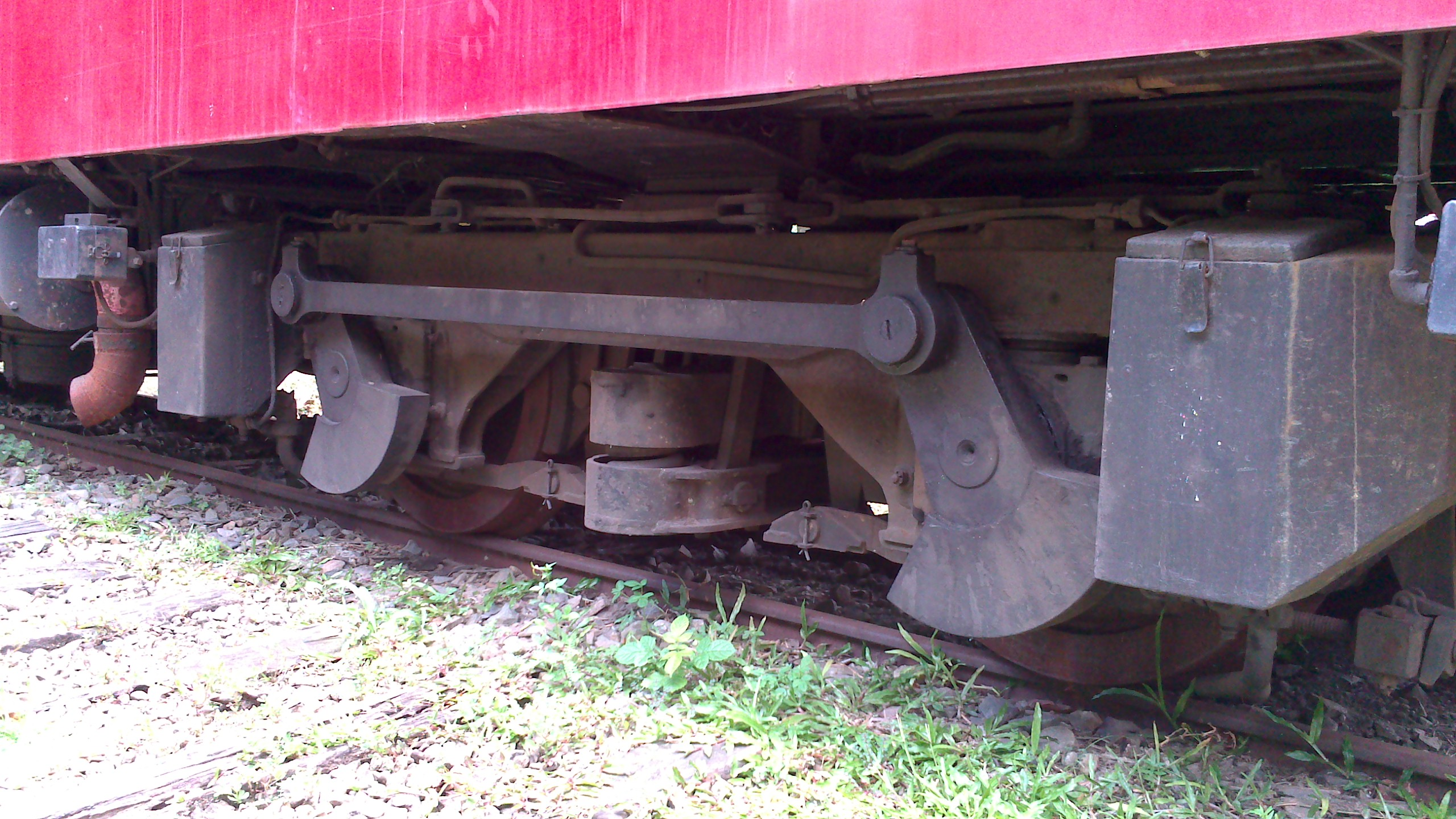
動力轉向架 鋼圈彈簧懸吊

獲得足夠黏著力,配合外部轉向架結構,動力軸透過側桿連接,以斧形曲柄平衡.  
引擎
每輛皆為動力駕駛車,配置NHHT-6柴油渦輪引擎, 可在2100rpm的狀態下輸出250匹馬力,並與新潟鐵工的DB-100液體變速箱連接, 
空濾規格為14吋, 車輛排氣管至於車體底部, 傳動軸萬向接頭角度可應付半徑小於30公尺的彎道, 駕駛座位於散熱器後方,散熱器橫跨列車前端面延伸至側面腰線塗裝處

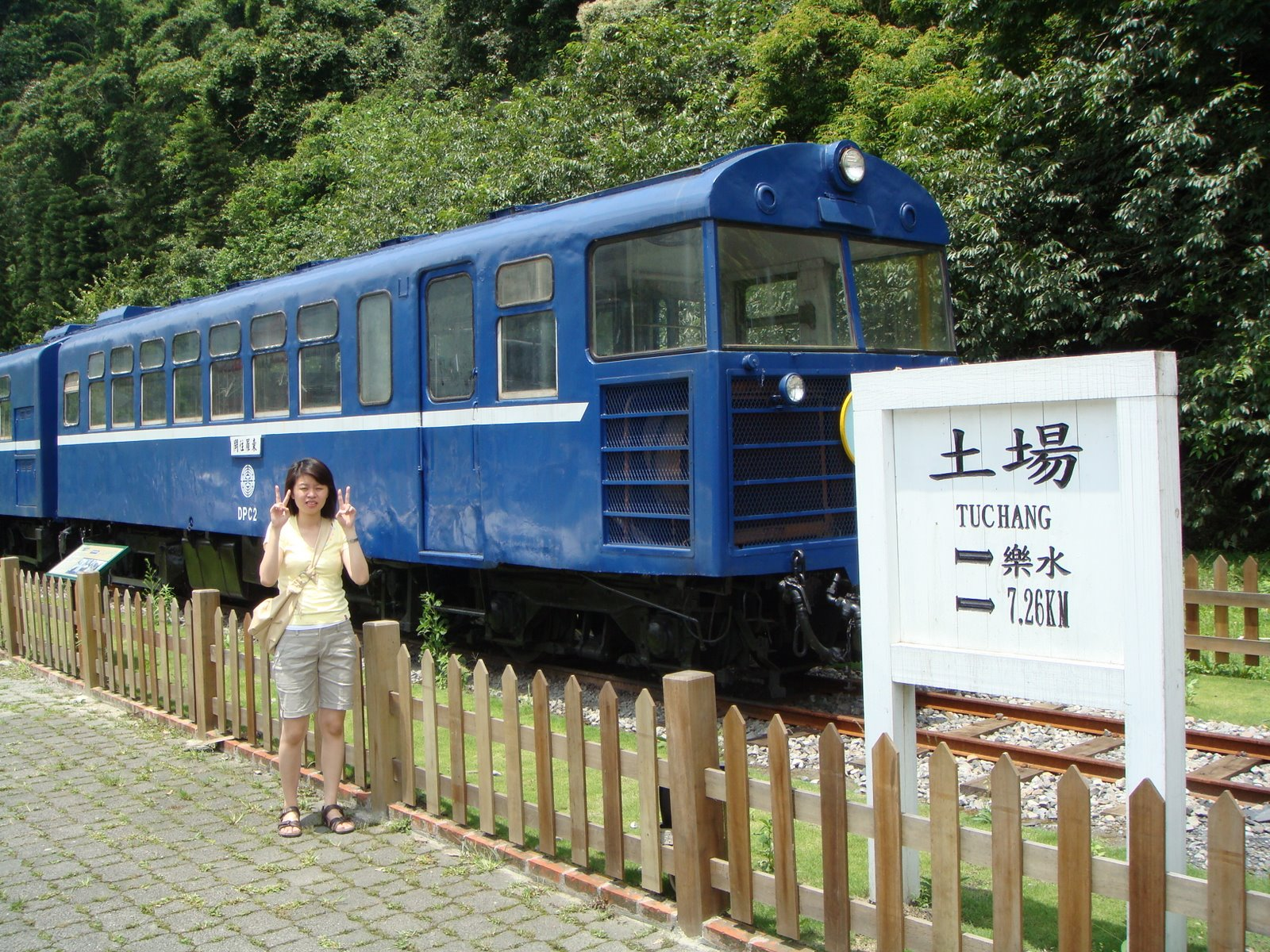
羅東森林鐵路的中華號DPC，曾作為中興號使用

DPC動力車一共有十輛，編號從DPC1~DPC11，因為忌諱4的關係，所以車號沒有DPC4，車底下都有馬力262HP的柴油引擎（但DPC1和DPC2僅250HP），可以透過柴油引擎聯控線總控制運轉，目前僅DPC7和DPC8與拖車DTC3配成一組阿里山森鐵唯一可動的中興號柴聯車組（故障待修）。由於動力分散式的設計維修成本高昂，對於虧損連連的林鐵來說負擔沉重，因此柴聯車組的採購僅此一檔。

### DTC拖車(對號)

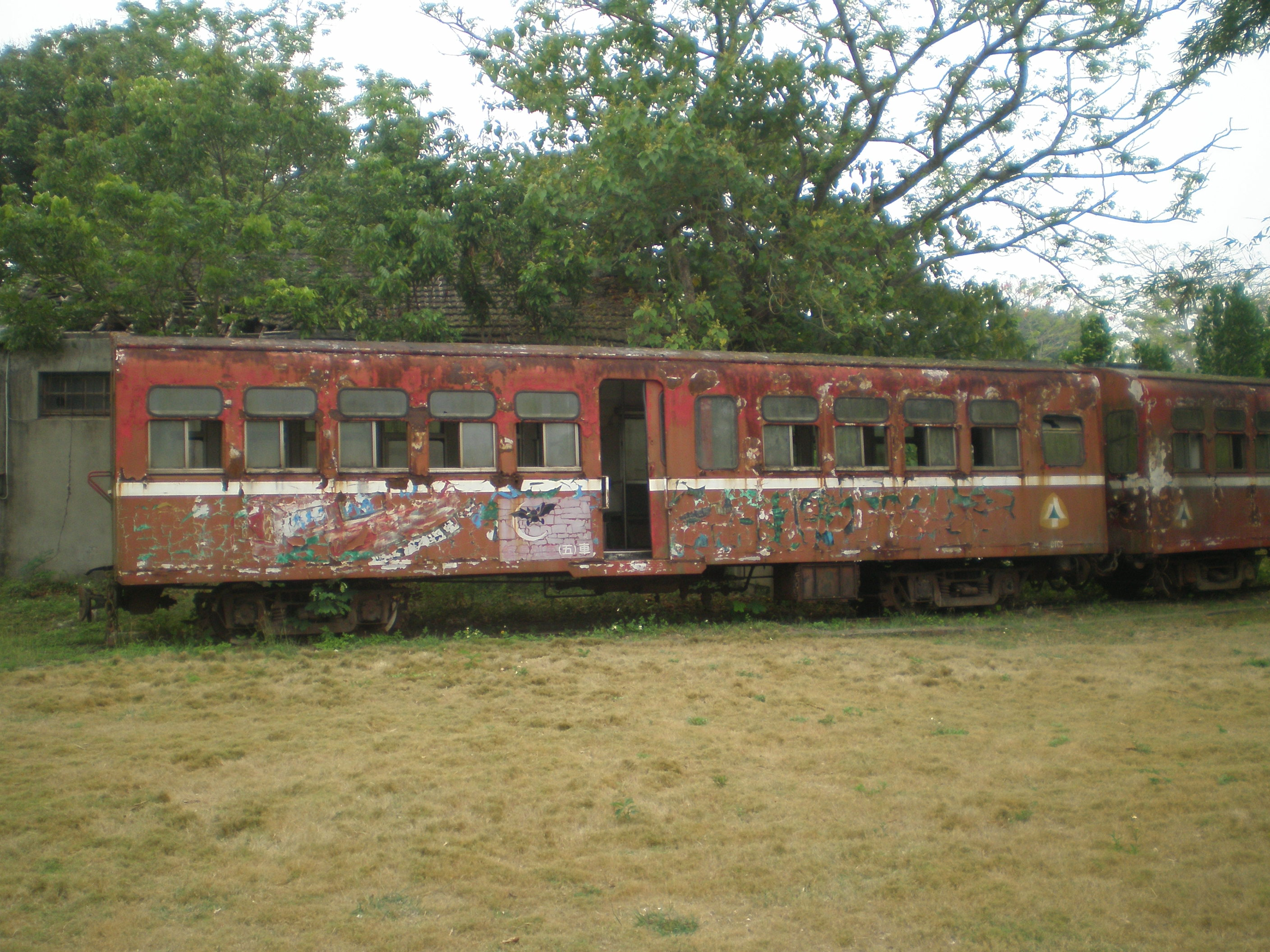
存放於烏樹林車站的DTC5拖車。

DTC拖車有八輛，號碼分別是DTC1、2、3、5、11、12、15、16，其中DTC3和DTC11為日本車輛製，其餘皆為台製品，窗戶和車門配置都是車門在中間，窗戶左四右五，但DTC15和DTC16的車門是在端部。

### APC拖車(非對號)
中興號
駕駛車：APC9
一般車：APC2、APC3、APC5
由於沒有無障礙車，正班車運用時通常會附掛一輛阿里山號的無障礙車輛。
*APC1、APC6、APC7、APC8、APC10、APC11已改為阿里山號SPC50～SPC53、SPC55、SPC56，改造前後的車號關係除APC11改為SPC55外待補充。
因配合本線復駛時刻表改點，中興號暫時停運。，

## 歷史
- 1962年12月11日：林務局玉山林區管理處處長周芝亭召開記者會，宣布中興號將於明年（1963年）元旦起營運。
- 1963年3月20日：中興號投入服務。
- 1966年：引進1962年台灣鐵路管理局台北機廠承製的第1代拖車DTC1及DTC2（皆阿里山）。
- 1971年：引進第2代拖車DTC3（阿里山）及DTC11（羅東），日本車輛製。
- 1973年：引進第3代拖車DTC15及DTC16（皆羅東），台灣機械廠製。
- 1977年：引進第4代拖車DTC5（阿里山），台灣機械廠製。
- 1982年：DTC12為原羅東林鐵客車改造而成。
- 1982年11月16日：為因應台18線通車，中興直達對快登場，創下以二小時五十分從嘉義直達阿里山的紀錄。
- 1988年11月1日：中興號遭降級，成為每站皆停，用以取代原本的混合列車班次。
- 1990年：柴聯車中興號退役。
- 2006年：慶祝阿里山鐵路通車95週年，DPC7及DPC8被重新整理，恢復車籍。